# Cwmbran
Cwmbran er en by i det sydøstlige Wales, med et indbyggertal (pr. 2011) på 48.535, hvilket gør den til en af de største byer i Wales. Byen ligger i countyet Torfaen, og er hjemby for den walisiske verdensmester i boksning, Joe Calzaghe.